# Torpedo TK 130 T7 4x4
Torpedo TK 130 T7 4x4 ime je za terensko teretno vozilo je je razvila hrvatska tvrtka Torpedo za potrebe Hrvatske vojske tokom Domovinskog rata. Nulta serija ožujak 1992. Ovo vozilo bila je osnovica za izradu lakog oklopnog vozila LOV.

## Povijest razvoja
Razvoj na teretno-terenskom vozilu Torpedo TK 130 T4 4x4 započelo je 1991. godine zbog potrebe Hrvatske vojske koje je tada bila angažirana u Domovinskom ratu. Hrvatska vojska tada nije imala standardizirana prijevozna i vučna sredstva, i još tome nad Republikom Hrvatskom je tada vladao embargo na uvoz oružja i opereme pa je Ministarstvo odbrane Hrvatske bilo primorano na oslanjanje na vlastite industrijske potencijale za stvaranje ratnog materijala. Izbor za razvoj i proizvodnju novog lakog teretnog-terenskog vozila pala je na tvrtku Torpedo koja je tada proizvodila poljoprivrednu mehanizaciju: traktore i priključna vozila, razna građevinska vozila i priključke te je također proizvodila je veće dizelske motore za svoja razna vozila. Tvornica Torpedo je prije imala iskustva u proizvodnji lakih teretnih vozila jer su tokom 1950-tih proizvodili laka teretna vozila po licenci tvrtke Chevrolet.
Kao osnovica novog vozila služio je vozilo TAM 110, od kojeg se rabio prednja i zadnja osovina, dok su se motor i ostali dijelovi za kamion prozvodili u Hrvatskoj. Motor koji je ugrađen u TK 130 T4 bio je zračno hlađeni turbo diesel model BF6L 912S koji je razvijao 97 kW i kojeg je proizvodia tvrtka Torpedo. Motor BF6L 912S razvijao je veću snagu nego originalnom vozilu TAM 110, tako da je TK 130 T4 imao specifičnu snagu od 16kW/t i dinamički čindbenik od 0,91, što je davalo izričito bolje performanse kod savladavanja terena. Ostali dijelovi proizvodili su razni proizvođaći i kooperanti, a finalni proizvod i integracija odvijali su se u Torpedu. Jedna od novina na vozilu bio je ugrađen centralno prilagođavanje pritiska u gumama tokom vožnje, što je omogućavalo posadi lakše savladavanje prepreka na terenu. Vozilo je također sadržavalo dvije akumulatorske baterije od 12V, i tvrdi umetak u gumama što je omogućavalo vožnju pri pucanju pneumatika. Najveće zamjerke vozilu bila je loša ergonomija za vozača i suvozača.

## Tehnički podaci
- Motor: BF6L 912S[1]
  - Broj cilindara: 6
  - Zapremina: 5,6 litara (5.652 kubičnih cm)
  - Rad: četverotaktni
  - Ubrizgavanje: direktno
  - Hlađenje: zračno
  - Turbo punjač
  - Gorivo: dizel
  - Snaga: 97 kW
  - Najveća zakretna snaga: 405Nm pri 1.600 o/m
  - Težina motora: 450 kg
- Dimenzije:
  - Dužina: 4.850mm
  - Širina: 2.275mm
  - Visina: 2.475mm
- Težina: 4.500kg
- Nosivost:
  - Put: 2.500kg
  - Teren: 1.500kg
- Najveća brzina: 100 km/h
- Autonomija: 500-700km
- Savladanje prepreka:
  - Dubina vode: 1 m
  - Bočni nagib: 45%
  - Uspon: 68%

## Inačice
- Torpedo 130 T-7 4x4
- Torpedo 130 T-7 4x4 WINTER

## Nasljednik
Torpedo 151 T-10 4x4 DEFENDER

## Zanimljivosti
U cilju promicanja hrvatske i hrvatskih proizvoda, Ministartvo odbrane RH, Gradske skupštine grada Zagreba skupa s terenskim auto klubom "Svijet bez ograničenja - Off Road Overland" u rujnu 1993. godine organizirala je ekspediciju Zagreb-Rt Dobre nade-Zagreb.